# Max Giesinger/Diskografie
Diese Diskografie ist eine Übersicht über die musikalischen Werke des deutschen Popsängers Max Giesinger. Den Schallplattenauszeichnungen zufolge hat er bisher mehr als 1,5 Millionen Tonträger verkauft. Seine erfolgreichste Veröffentlichung ist die Single 80 Millionen mit über 600.000 verkauften Einheiten.

## Alben

### Studioalben
| Jahr | Titel Musiklabel                 | Höchstplatzierung, Gesamtwochen, AuszeichnungChartplatzierungen (Jahr, Titel, Musiklabel, Platzierungen, Wochen, Auszeichnungen, Anmerkungen) | Höchstplatzierung, Gesamtwochen, AuszeichnungChartplatzierungen (Jahr, Titel, Musiklabel, Platzierungen, Wochen, Auszeichnungen, Anmerkungen) | Höchstplatzierung, Gesamtwochen, AuszeichnungChartplatzierungen (Jahr, Titel, Musiklabel, Platzierungen, Wochen, Auszeichnungen, Anmerkungen) | Anmerkungen                                                 |
| Jahr | Titel Musiklabel                 | DE | AT | CH | Anmerkungen                                                 |
| ---- | -------------------------------- | --- | --- | --- | ----------------------------------------------------------- |
| 2014 | Laufen lernen Motor Music (Edel) | — | — | — | Erstveröffentlichung: 30. Mai 2014                          |
| 2016 | Der Junge, der rennt BMG (Sony)  | DE17 Platin · (94 Wo.)DE | AT41 (6 Wo.)AT | CH27 (18 Wo.)CH | Erstveröffentlichung: 8. April 2016 Verkäufe: + 200.000     |
| 2018 | Die Reise BMG (WMG)              | DE2 Gold · (44 Wo.)DE | AT25 (1 Wo.)AT | CH14 (14 Wo.)CH | Erstveröffentlichung: 23. November 2018 Verkäufe: + 100.000 |
| 2021 | Vier BMG (WMG)                   | DE9 (8 Wo.)DE | AT38 (1 Wo.)AT | CH23 (2 Wo.)CH | Erstveröffentlichung: 12. November 2021                     |

### Livealben
| Jahr | Titel Musiklabel                                | Anmerkungen                                                                          |
| ---- | ----------------------------------------------- | ------------------------------------------------------------------------------------ |
| 2015 | Laufen Lernen (Live Edition) Motor Music (Edel) | Erstveröffentlichung: 20. Februar 2015 Verkäufe werden dem Studioalbum hinzuaddiert  |
| 2017 | Der Junge, der rennt – Live BMG (Sony)          | Erstveröffentlichung: 24. November 2017 Verkäufe werden dem Studioalbum hinzuaddiert |

### EPs
| Jahr | Titel Musiklabel                | Anmerkungen                           |
| ---- | ------------------------------- | ------------------------------------- |
| 2013 | Unser Sommer Motor Music (Edel) | Erstveröffentlichung: 15. August 2013 |

## Singles

### Als Leadmusiker
| Jahr | Titel Album | Höchstplatzierung, Gesamtwochen, AuszeichnungChartplatzierungen (Jahr, Titel, Album, Platzierungen, Wochen, Auszeichnungen, Anmerkungen) | Höchstplatzierung, Gesamtwochen, AuszeichnungChartplatzierungen (Jahr, Titel, Album, Platzierungen, Wochen, Auszeichnungen, Anmerkungen) | Höchstplatzierung, Gesamtwochen, AuszeichnungChartplatzierungen (Jahr, Titel, Album, Platzierungen, Wochen, Auszeichnungen, Anmerkungen) | Anmerkungen                                                                            |
| Jahr | Titel Album | DE | AT | CH | Anmerkungen                                                                            |
| ---- | --- | --- | --- | --- | -------------------------------------------------------------------------------------- |
| 2012 | Fix You 05.01. – Alle Songs aus der Live Show #1 (Sampler)                                                                               | DE70 (1 Wo.)DE | — | — | Erstveröffentlichung: 6. Januar 2012 Original: Coldplay                                |
| 2012 | I’ll Be Waiting 13.01. – Alle Songs aus der Live Show #3 (Sampler)                                                                       | — | — | — | Erstveröffentlichung: 13. Januar 2012 Original: Lenny Kravitz                          |
| 2012 | Vom selben Stern Dach der Welt (Single)                                                                                                  | — | — | — | Erstveröffentlichung: 27. Januar 2012 Original: Ich + Ich                              |
| 2012 | Dach der Welt – | DE14 (3 Wo.)DE | AT39 (1 Wo.)AT | CH65 (2 Wo.)CH | Erstveröffentlichung: 10. Februar 2012                                                 |
| 2014 | Irgendwas mit L Laufen lernen | — | — | — | Erstveröffentlichung: 4. April 2014                                                    |
| 2014 | Kalifornien Laufen lernen | — | — | — | Erstveröffentlichung: 4. Juli 2014                                                     |
| 2015 | Für immer Laufen lernen (Live Edition)                                                                                                   | — | — | — | Erstveröffentlichung: 6. Februar 2015                                                  |
| 2016 | 80 Millionen Der Junge der rennt | DE2 ×3Dreifachgold · (38 Wo.)DE | AT52 (6 Wo.)AT | CH53 (3 Wo.)CH | Erstveröffentlichung: 19. Februar 2016 Verkäufe: + 600.000                             |
| 2016 | Roulette Der Junge, der rennt | — | — | — | Erstveröffentlichung: 25. März 2016                                                    |
| 2016 | Wenn sie tanzt Der Junge der rennt | DE9 Platin · (26 Wo.)DE | AT18 (15 Wo.)AT | CH16 Gold · (23 Wo.)CH | Erstveröffentlichung: 16. September 2016 Verkäufe: + 415.000                           |
| 2017 | Nicht so schnell (Live im Stadtpark Hamburg) Der Junge, der rennt – Live                                                                 | — | — | — | Erstveröffentlichung: 20. Oktober 2017                                                 |
| 2018 | Legenden Die Reise | DE38 (15 Wo.)DE | — | CH92 (2 Wo.)CH | Erstveröffentlichung: 11. Mai 2018                                                     |
| 2018 | Zuhause Die Reise | — | — | — | Erstveröffentlichung: 5. Oktober 2018                                                  |
| 2019 | Die Reise | — | — | — | Erstveröffentlichung: 29. März 2019                                                    |
| 2019 | Auf das, was da noch kommt Die Reise (Deluxe-Version) • Glück                                                                            | DE40 Gold · (14 Wo.)DE | — | — | Erstveröffentlichung: 23. August 2019 Verkäufe: + 200.000; mit Lotte                   |
| 2020 | Nie besser als jetzt / Nie stärker als jetzt (Akustik-Version) (Neuauflage mit verändertem Text) Die Reise / Die Reise (Akustik-Version) | — | — | — | Erstveröffentlichung: 28. Februar 2020 (feat. MoTrip) Neuauflage: 25. März 2020 (solo) |
| 2020 | Ultraviolett (Akustik-Version) Die Reise (Akustik-Version)                                                                               | — | — | — | Erstveröffentlichung: 1. Mai 2020                                                      |
| 2020 | Australien (Akustik-Version) Die Reise (Akustik-Version)                                                                                 | — | — | — | Erstveröffentlichung: 22. Mai 2020                                                     |
| 2021 | Deine Zweifel (Piano-Version) Vier | — | — | — | Erstveröffentlichung: 9. Februar 2021                                                  |
| 2021 | Irgendwann ist jetzt Vier | DE64 (13 Wo.)DE | — | — | Erstveröffentlichung: 19. Februar 2021                                                 |
| 2021 | In meinen Gedanken Vier | — | — | — | Erstveröffentlichung: 13. Juli 2021                                                    |
| 2021 | Der letzte Tag Vier | — | — | — | Erstveröffentlichung: 23. Juli 2021                                                    |
| 2022 | Nichts mehr zu sagen Viereinhalb | — | — | — | Erstveröffentlichung: 18. Februar 2022 feat. Quarterhead                               |
| 2023 | 4000 Wochen – | — | — | — | Erstveröffentlichung: 10. März 2023                                                    |
| 2024 | Menschen – | — | — | — | Erstveröffentlichung: 13. September 2024                                               |
| 2024 | Flugangst – | — | — | — | Erstveröffentlichung: 15. November 2024                                                |
| 2025 | Butterfly Effect – | — | — | — | Erstveröffentlichung: 21. Februar 2025                                                 |
| 2025 | Schiebedach – | — | — | — | Erstveröffentlichung: 25. April 2025                                                   |
| 2025 | Wimpernschlag – | — | — | — | Erstveröffentlichung: 6. Juni 2025 feat. Johannes Oerding                              |

### Als Gastmusiker

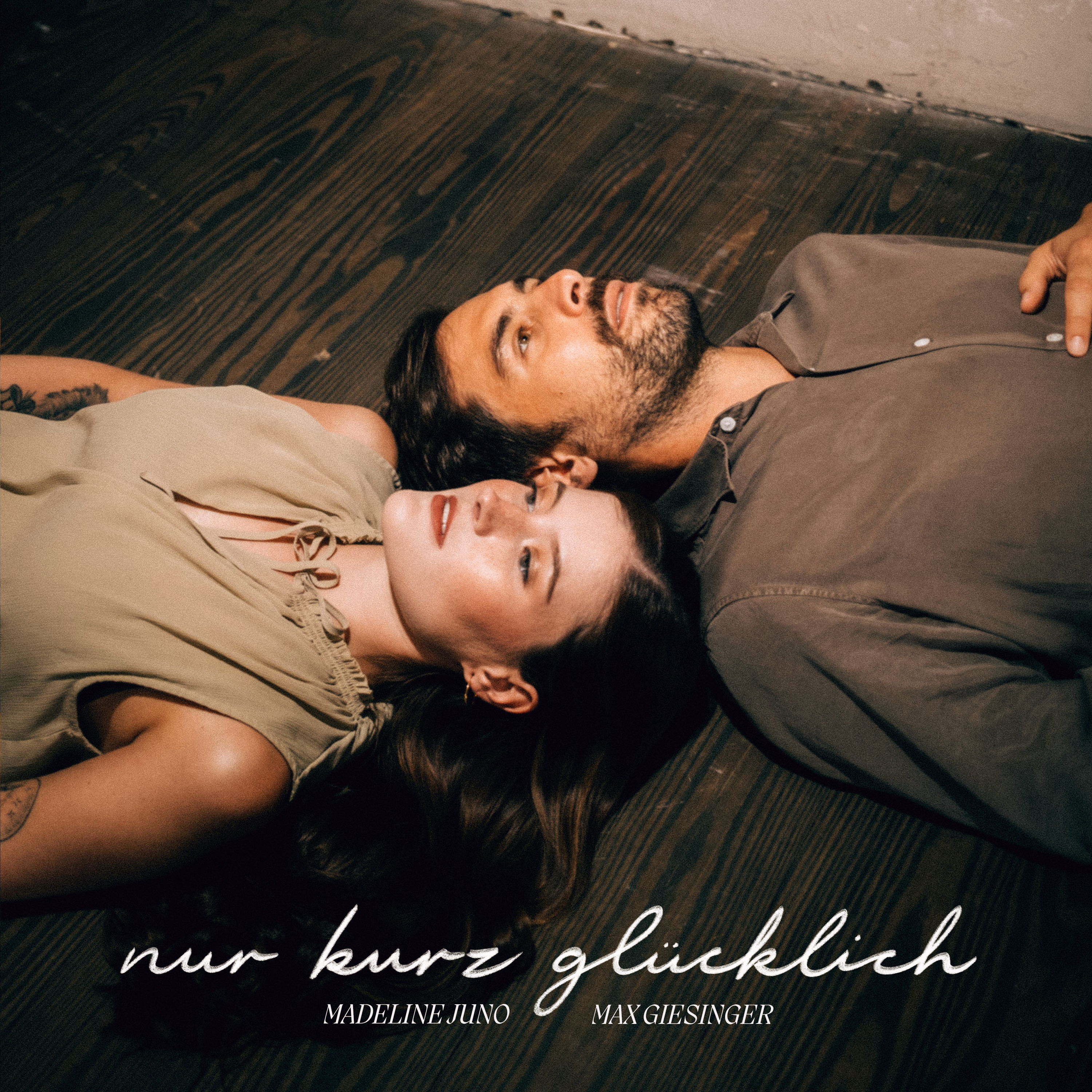
Frontcover zu Nur kurz glücklich.

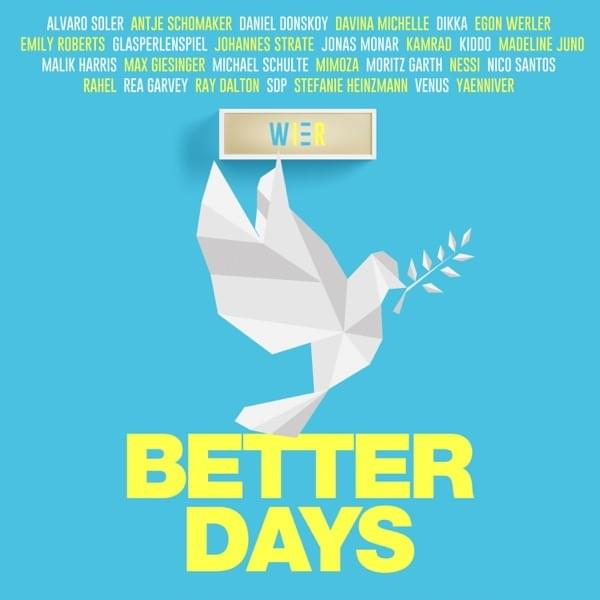
Frontcover zu Better Days.

| Jahr | Titel Album                                          | Höchstplatzierung, Gesamtwochen, AuszeichnungChartplatzierungen (Jahr, Titel, Album, Platzierungen, Wochen, Auszeichnungen, Anmerkungen) | Höchstplatzierung, Gesamtwochen, AuszeichnungChartplatzierungen (Jahr, Titel, Album, Platzierungen, Wochen, Auszeichnungen, Anmerkungen) | Höchstplatzierung, Gesamtwochen, AuszeichnungChartplatzierungen (Jahr, Titel, Album, Platzierungen, Wochen, Auszeichnungen, Anmerkungen) | Anmerkungen                                                                |
| Jahr | Titel Album                                          | DE | AT | CH | Anmerkungen                                                                |
| ---- | ---------------------------------------------------- | --- | --- | --- | -------------------------------------------------------------------------- |
| 2015 | Bring mir das Meer –                                 | — | — | — | Erstveröffentlichung: 31. Juli 2015 La View feat. Max Giesinger            |
| 2015 | Unser Sommer –                                       | — | — | — | Erstveröffentlichung: 14. August 2015 Koby Funk feat. Max Giesinger        |
| 2021 | Nur kurz glücklich Besser kann ich es nicht erklären | DE— aDE | — | — | Erstveröffentlichung: 15. Oktober 2021 Madeline Juno feat. Max Giesinger   |
| 2022 | Better Days –                                        | — | — | — | Erstveröffentlichung: 22. April 2022 als Teil von Wier                     |
| 2022 | More to This Life Remember Me                        | — | — | — | Erstveröffentlichung: 28. Oktober 2022 Michael Schulte feat. Max Giesinger |

## Musikvideos
| Jahr | Titel                      | Regie                                                        |
| ---- | -------------------------- | ------------------------------------------------------------ |
| 2012 | Wenn du gehst              | Lucas Gebauer                                                |
| 2013 | Unser Sommer               | Klaus Sahm                                                   |
| 2014 | Irgendwas mit L            | Klaus Sahm                                                   |
| 2014 | Kalifornien                | Maxim Abrossimow                                             |
| 2015 | Für Immer                  | Maxim Abrossimow                                             |
| 2016 | 80 Millionen               | Maxim Abrossimow (Singleversion) / Patrick Wulf (EM-Version) |
| 2016 | Wenn sie tanzt             | Nico Koenen, Konrad Weinz                                    |
| 2017 | Roulette                   | Nico Koenen, Patrick Wulf                                    |
| 2017 | Nicht so schnell           | Nico Koenen, Patrick Wulf                                    |
| 2018 | Legenden                   | Nico Koenen, Patrick Wulf                                    |
| 2018 | Zuhause                    | Kai Stänicke                                                 |
| 2019 | Die Reise                  | Patrick Wulf                                                 |
| 2019 | Auf das, was da noch kommt | Nico Koenen, Patrick Wulf                                    |
| 2020 | Nie besser als jetzt       | Nico Koenen, Patrick Wulf                                    |
| 2020 | Nie stärker als jetzt      |                                                              |
| 2021 | Irgendwann ist jetzt       |                                                              |
| 2021 | Der letzte Tag             |                                                              |
| 2021 | Nur kurz glücklich         |                                                              |
| 2022 | Nichts mehr zu sagen       | Jørg Kundinger                                               |
| 2022 | Taxi                       |                                                              |
| 2022 | More to This Life          |                                                              |
| 2023 | 4000 Wochen                | 7AM                                                          |
| 2024 | Menschen                   | Joel Vila                                                    |
| 2024 | Flugangst                  | Joel Vila                                                    |
| 2025 | Butterfly Effect           | Joel Vila                                                    |
| 2025 | Schiebedach                | Joel Vila                                                    |
| 2025 | Wimpernschlag              | Joel Vila                                                    |

## Autorenbeteiligungen und Produktionen
Liste der Autorenbeteiligungen von Giesinger
Giesinger schreibt die meisten seiner Lieder selbst. Die folgende Liste beinhaltet Lieder die von Giesinger geschrieben, aber nicht selbst interpretiert wurden. Coverversionen sind ausgenommen.
| Jahr | Titel Interpretation                            | Anmerkungen                              |
| ---- | ----------------------------------------------- | ---------------------------------------- |
| 2012 | Dies muss es werden Sing um dein Leben          | Erstveröffentlichung: 5. Oktober 2012    |
| 2012 | Lass mich in Dein Handy rein Sing um dein Leben | Erstveröffentlichung: 5. Oktober 2012    |
| 2015 | Fort von hier Tom Beck                          | Erstveröffentlichung: 20. Februar 2015   |
| 2016 | Wasserfarben Adesse                             | Erstveröffentlichung: 25. März 2016      |
| 2017 | Betonherz Wincent Weiss feat. Chakuza           | Erstveröffentlichung: 14. April 2017     |
| 2017 | Ich tanze leise Wincent Weiss                   | Erstveröffentlichung: 14. April 2017     |
| 2017 | Anders als geplant Lotte                        | Erstveröffentlichung: 15. September 2017 |
| 2017 | Auf beiden Beinen Lotte                         | Erstveröffentlichung: 15. September 2017 |
| 2023 | Waterfall Michael Schulte feat. R3hab           | Erstveröffentlichung: 24. März 2023      |

Max Giesinger als Autor in den Charts

| Jahr | Titel Interpretation                   | Höchstplatzierung, Gesamtwochen, AuszeichnungChartplatzierungen (Jahr, Titel, Interpretation, Platzierungen, Wochen, Auszeichnungen, Anmerkungen) | Höchstplatzierung, Gesamtwochen, AuszeichnungChartplatzierungen (Jahr, Titel, Interpretation, Platzierungen, Wochen, Auszeichnungen, Anmerkungen) | Höchstplatzierung, Gesamtwochen, AuszeichnungChartplatzierungen (Jahr, Titel, Interpretation, Platzierungen, Wochen, Auszeichnungen, Anmerkungen) | Anmerkungen                                            |
| Jahr | Titel Interpretation                   | DE | AT | CH | Anmerkungen                                            |
| --- | -------------------------------------- | --- | --- | --- | ------------------------------------------------------ |
| 2023 | Waterfall Michael Schulte feat. R3hab  | DE42 (23 Wo.)DE | AT68 (4 Wo.)AT | CH95 Gold · (2 Wo.)CH | Erstveröffentlichung: 24. März 2023 Verkäufe: + 60.000 |
| Folgende Lieder erschienen nicht als Single, wurden aber durch das Album zum Download und Streaming bereitgestellt und konnten somit eine Platzierung erlangen: |                                        | | | |                                                        |
| |                                        | | | |                                                        |
| 2012 | Dies muss es werden Sing um dein Leben | DE86 (1 Wo.)DE | — | — | Charteinstieg: 26. Oktober 2012                        |
| 2020 | 80 Millionen MoTrip                    | DE60 (3 Wo.)DE | — | CH81 (1 Wo.)CH | Charteinstieg: 15. Mai 2020                            |

## Promoveröffentlichungen
| Jahr | Titel Album                                                                                  | Anmerkungen                                                                                 |
| ---- | -------------------------------------------------------------------------------------------- | ------------------------------------------------------------------------------------------- |
| 2020 | Unforgettable Sing meinen Song – Das Tauschkonzert, Vol. 7 (Deluxe Edition) (Sampler)        | Erstveröffentlichung: 13. Mai 2020 Original: Nico Santos                                    |
| 2020 | Calm After the Storm Sing meinen Song – Das Tauschkonzert, Vol. 7 (Deluxe Edition) (Sampler) | Erstveröffentlichung: 19. Mai 2020 Original: The Common Linnets                             |
| 2020 | Fields of Gold (Live) Die Helene Fischer Show – Meine schönsten Momente (Vol. 1)             | Erstveröffentlichung: 10. Dezember 2020 Helene Fischer feat. Max Giesinger; Original: Sting |

## Sonderveröffentlichungen

### Alben
| Jahr | Titel Musiklabel                      | Anmerkungen                                                                      |
| ---- | ------------------------------------- | -------------------------------------------------------------------------------- |
| 2020 | Die Reise (Akustik-Version) BMG (WMG) | Erstveröffentlichung: 26. Juni 2020 Verkäufe werden dem Studioalbum hinzuaddiert |
| 2022 | Viereinhalb BMG (WMG)                 | Erstveröffentlichung: 20. Mai 2022 Verkäufe werden dem Studioalbum hinzuaddiert  |

### Lieder
| Jahr | Titel Album                                                                      | Anmerkungen                                                                                              |
| ---- | -------------------------------------------------------------------------------- | --- |
| 2012 | Somebody That I Used to Know Acoustic Cover – Live, Vol.3                        | Erstveröffentlichung: 27. Februar 2012 Michael Schulte feat. Max Giesinger; Original: Gotye feat. Kimbra |
| 2012 | Stormy Days Grow Old with Me                                                     | Erstveröffentlichung: 21. Dezember 2012 Michael Schulte feat. Max Giesinger                              |
| 2017 | Sie (MTV Unplugged) MTV Unplugged                                                | Erstveröffentlichung: 10. November 2017 Andreas Gabalier feat. Max Giesinger                             |
| 2020 | Fields of Gold (Live) Die Helene Fischer Show – Meine schönsten Momente (Vol. 1) | Erstveröffentlichung: 11. Dezember 2020 Helene Fischer feat. Max Giesinger; Original: Sting              |
| 2022 | Nur kurz glücklich Besser kann ich es nicht erklären                             | Erstveröffentlichung: 14. Januar 2022 Madeline Juno feat. Max Giesinger                                  |
| 2023 | More to This Life Remember Me                                                    | Erstveröffentlichung: 29. September 2023 Michael Schulte feat. Max Giesinger                             |

| Jahr | Titel Album                                                                            | Anmerkungen                                                                 |
| ---- | -------------------------------------------------------------------------------------- | --------------------------------------------------------------------------- |
| 2012 | Fix You 05.01. – Alle Songs aus der Live Show #1                                       | Erstveröffentlichung: 5. Januar 2012 Original: Coldplay                     |
| 2012 | I’ll Be Waiting 13.01. – Alle Songs aus der Live Show #3                               | Erstveröffentlichung: 13. Januar 2012 Original: Lenny Kravitz               |
| 2012 | Bitter Sweet Symphony 03.02. – Die Battles aus der Live Show #6                        | Erstveröffentlichung: 3. Februar 2012 mit Mic Donet; Original: The Verve    |
| 2016 | Sandmann, lieber Sandmann Giraffenaffen 5                                              | Erstveröffentlichung: 28. Oktober 2016 Original: Rundfunk-Kinderchor Berlin |
| 2017 | Dieses Lied Dein Song 2017                                                             | Erstveröffentlichung: 17. März 2017 mit Patrick Haenger                     |
| 2020 | Alles auf einmal Sing meinen Song – Das Tauschkonzert, Vol. 7 (Deluxe Edition)         | Erstveröffentlichung: 22. Mai 2020 Original: Selig                          |
| 2020 | Calm After the Storm Sing meinen Song – Das Tauschkonzert, Vol. 7 (Deluxe Edition)     | Erstveröffentlichung: 22. Mai 2020 Original: The Common Linnets             |
| 2020 | Für immer Sing meinen Song – Das Tauschkonzert, Vol. 7 (Deluxe Edition)                | Erstveröffentlichung: 22. Mai 2020 mit Lea                                  |
| 2020 | Immer wenn wir uns sehen Sing meinen Song – Das Tauschkonzert, Vol. 7 (Deluxe Edition) | Erstveröffentlichung: 22. Mai 2020 Original: Lea & Cyril                    |
| 2020 | Requiem Sing meinen Song – Das Tauschkonzert, Vol. 7 (Deluxe Edition)                  | Erstveröffentlichung: 22. Mai 2020 Original: Michael Patrick Kelly          |
| 2020 | So wie du bist Sing meinen Song – Das Tauschkonzert, Vol. 7 (Deluxe Edition)           | Erstveröffentlichung: 22. Mai 2020 Original: MoTrip feat. Lary              |
| 2020 | So wie du bist Sing meinen Song – Das Tauschkonzert, Vol. 7 (Deluxe Edition)           | Erstveröffentlichung: 22. Mai 2020 mit MoTrip; Original: MoTrip feat. Lary  |
| 2020 | Unforgettable Sing meinen Song – Das Tauschkonzert, Vol. 7 (Deluxe Edition)            | Erstveröffentlichung: 22. Mai 2020 Original: Nico Santos                    |

### Videoalben
| Jahr | Titel Musiklabel                       | Anmerkungen                                                                                  |
| ---- | -------------------------------------- | -------------------------------------------------------------------------------------------- |
| 2017 | Der Junge, der rennt – Live BMG (Sony) | Erstveröffentlichung: 24. November 2017 CD+DVD; Verkäufe werden dem Studioalbum hinzuaddiert |

## Statistik

### Chartauswertung
Die folgenden Statistiken geben Auskunft über die Charterfolg Giesingers in Deutschland, Österreich und der Schweiz. Zu berücksichtigen ist, dass bei den Singles nur Interpretationen und keine reinen Autorenbeteiligungen inbegriffen sind.
|                     | DE    | AT    | CH    |
| ------------------- | ----- | ----- | ----- |
| Nummer-eins-Alben   | DE—DE | AT—AT | CH—CH |
| Top-10-Alben        | DE2DE | AT—AT | CH—CH |
| Alben in den Charts | DE3DE | AT3AT | CH3CH |

|                       | DE    | AT    | CH    |
| --------------------- | ----- | ----- | ----- |
| Nummer-eins-Singles   | DE—DE | AT—AT | CH—CH |
| Top-10-Singles        | DE2DE | AT—AT | CH—CH |
| Singles in den Charts | DE7DE | AT3AT | CH4CH |

### Auszeichnungen für Musikverkäufe
| Platin-Schallplatte - Polen - 2024: für die Autorenbeteiligung Waterfall (Michael Schulte) |

Anmerkung: Auszeichnungen in Ländern aus den Charttabellen bzw. Chartboxen sind in ebendiesen zu finden.
| Land/RegionAuszeichnungen für Musikverkäufe (Land/Region, Auszeichnungen, Verkäufe, Quellen) | Gold     | Platin     | Verkäufe  | Quellen           |
| -------------------------------------------------------------------------------------------- | -------- | ---------- | --------- | ----------------- |
| Deutschland (BVMI)                                                                           | 3× Gold3 | 3× Platin3 | 1.500.000 | musikindustrie.de |
| Polen (ZPAV)                                                                                 | —        | Platin1    | 50.000    | olis.pl           |
| Schweiz (IFPI)                                                                               | 2× Gold2 | —          | 25.000    | hitparade.ch      |
| Insgesamt                                                                                    | 5× Gold5 | 4× Platin4 |           |                   |